# Seka
Seka, pseudonimo di Dorothiea Hundley (Radford, 15 aprile 1954), è un'ex attrice pornografica statunitense.
Girò svariati film hard durante la fine degli anni settanta e l'inizio degli anni ottanta. Seka è membro della Hall of Fame dell'AVN nonché della Hall of Fame XRCO.

## Biografia
"Dottie" Hundley frequentò la Hopewell High School in Virginia, dove, da adolescente, vinse diversi concorsi di bellezza, inclusi i titoli di "Miss Hopewell High School" e "Miss Southside Virginia". La Hundley aprì una catena di librerie “per adulti” verso la fine degli anni settanta in Virginia e nel Maryland. Dopo aver concluso che lei stessa avrebbe potuto fare molto meglio delle ragazze raffigurate nel materiale che cercava di vendere, si trasferì dalla Virginia a Las Vegas, Nevada.
Mentre era lì, Seka fece il suo primo servizio fotografico di nudo per una rivista, che le procurò la prima offerta di girare un filmino porno. Successivamente la Hundley andò ad abitare a Los Angeles dove presto incontrò il suo futuro marito Ken Yontz, che sposò nel 1978. Agli inizi della carriera utilizzava come nome d'arte "Sweet Alice" (insieme ad altri pseudonimi come "Lynda Grasser").

### Ascesa nel firmamento dell'hard
La Hundley adottò il nome di scena Seka (pronuncia esatta say', kah), ispirandosi al nome di una croupier donna di Las Vegas che conosceva. Diventò una star proprio quando il porno stava compiendo la sua transizione epocale dalla pellicola cinematografica tradizionale al mercato dell'home video. La prima performance di Seka avvenne nel film del 1978 Dracula... Ti succhio (conosciuto anche come Lust At First Bite o Blonde Fire), dove recitò al fianco di John Holmes. Seka apparve in 24 film solo nel 1980, e in altri 37 nel 1981, gli anni più importanti e prolifici di tutta la sua carriera, caratterizzati inoltre, anche dal contrastato divorzio da Yontz avvenuto nel 1980.
Oltre che per le sue performance sessuali sullo schermo, che includevano scene lesbo, sesso anale e doppie penetrazioni, Seka è anche famosa per essere stata una delle prime attrici hard a radersi completamente i peli pubici, 15-20 anni prima che la pratica divenisse di uso comune nel settore. Jamie Gillis, che recitò con Seka in numerosi film, la riteneva "una spanna sopra il livello abituale delle attrici porno" descrivendola come una "regina bianca del trash".
Seka era conosciuta nell'ambiente anche con il soprannome di "The Platinum Princess", e sul manifesto del suo film Inside Seka (1980) è definita "la Marilyn Monroe del porno", definizione presa dall’High Society Magazine. Tra i partner maschili con cui ha lavorato, Seka ha affermato che i suoi preferiti sono stati: John Holmes, Long Dong Silver (pornoattore degli anni '70 dalla vita quasi sconosciuta, da cui ci pervengono pochissimi video porno e un film, l'unico che girò con Seka, Beauty and the Beast del 1982), Mike Ranger, Paul Thomas e Jamie Gillis. Tra le donne, ha sempre indicato Veronica Hart come la sua prediletta, ma ha dichiarato anche di adorare Kay Parker, Aunt Peg, e Candida Royalle.

### Ritiro dalle scene
Dopo il 1982, al culmine del successo, Seka diede un brusco arresto alla sua carriera di attrice pornografica, dichiarando che "non la pagavano per quanto valeva realmente", e ritornò a fare la spogliarellista e la modella di nudo. Successivamente ammise che anche il diffondersi dell'AIDS della metà degli anni ottanta, contribuì alla sua decisione di tirarsi fuori dalla scena hardcore: «ecco perché non feci più film... mi piace vivere». Agli inizi degli anni novanta è ritornata nell'industria del porno per girare qualche ultimo film, dove però, nonostante fosse solo quarantenne, apparve molto cambiata rispetto a un tempo, ingrassata vistosamente e mostrando danni considerevoli alla pelle dovuti all'esposizione a troppo sole.
Nel 1997 Seka condusse un talk show radiofonico a Chicago, intitolato Let's Talk About Sex, che andava in onda il sabato sera dalle 22 alle 2 di notte. Cinque anni dopo fu il soggetto del documentario Desperately Seeking Seka. Seka è considerata una pioniera dell'industria del porno e una delle poche attrici pornografiche del suo tempo che sono fiere della propria carriera e non rinnegano il proprio passato.

## Filmografia

### Attrice
- Love Notes (1977)
- Teenage Desires (1977)
- Swedish Erotica Film 258 (1978)
- Dracula... Ti succhio (1979)
- Blonds Have More Fun (1979)
- Carnal Highways (1979)
- Football Widow (1979)
- Heavenly Desire (1979)
- High School Report Card (1979)
- Love Story (1979)
- Lust Vegas Joyride (1979)
- Moonchild And Flames (1979)
- Olympic Fever (1979)
- Party 1 (1979)
- Party 2 (1979)
- Seka For Christmas (1979)
- Superware Party (1979)
- Suze's Centerfolds 2 (new) (1979)
- Swedish Erotica Film 237 (1979)
- Swedish Erotica Film 242 (1979)
- Swedish Erotica Film 290 (1979)
- Swedish Erotica Film 295 (1979)
- Swedish Erotica Film 296 (1979)
- Swedish Erotica Film 341 (1979)
- That's Erotic (1979)
- Aunt Peg (1980)
- Confessions of Seka (1980)
- Danish Erotica 1 (1980)
- Danish Erotica 2 (1980)
- Diamond Collection 3 (1980)
- Downstairs Upstairs (1980)
- Erotic World of Seka (1980)
- F (1980)
- Inside Hollywood (1980)
- Inside Seka (1980)
- Limited Edition 17 (1980)
- Limited Edition 18 (1980)
- On White Satin (1980)
- Place Beyond Shame (1980)
- Plato's The Movie (1980)
- Princess Seka (1980)
- Pornofantasie di un superdotato (1980)
- Rockin' with Seka (1980)
- Seduction of Cindy (1980)
- Seka's Fantasies (1980)
- Sensuous Caterer (1980)
- Sunny Days (1980)
- Ultra Flesh (1980)
- Any Time Any Place (1981)
- Best of Gail Palmer (1981)
- Best of Seka (1981)
- Between the Sheets (1981)
- Couples In Love (1981)
- Erotic Interludes (1981)
- Exhausted (1981)
- Love Goddesses (1981)
- My Sister Seka (1981)
- Secrets (1981)
- Seduction of Seka (1981)
- Seka's Fantasies (1981)
- Swedish Erotica 11 (1981)
- Swedish Erotica 15 (1981)
- Swedish Erotica 16 (1981)
- Swedish Erotica 17 (1981)
- Swedish Erotica 18 (1981)
- Swedish Erotica 19 (1981)
- Swedish Erotica 21 (1981)
- Swedish Erotica 22 (1981)
- Swedish Erotica 23 (1981)
- Swedish Erotica 27 (1981)
- Swedish Erotica 28 (1981)
- Swedish Erotica 31 (1981)
- Swedish Erotica 34 (1981)
- Swedish Erotica 35 (1981)
- Swedish Erotica 7 (1981)
- Tara Tara Tara Tara (1981)
- Wet Shots (1981)
- Beauty and the Beast (1982)
- Double Pleasure (1982)
- Erotica Collection 1 (1982)
- Erotica Collection 10 (1982)
- Erotica Collection 7 (1982)
- Erotica Collection 9 (1982)
- Peep Shows 7 (1982)
- Peep Shows: Blonde Goddesses (1982)
- Swedish Erotica 43 (1982)
- Swedish Erotica 44 (1982)
- Back Door Girls (1983)
- Flight Sensations (1983)
- Super Sex (1983)
- Swedish Erotica 45 (1983)
- Swedish Erotica Superstars Featuring Bridgette Monet (1983)
- Swedish Erotica Superstars Featuring Seka (1983)
- Dolce Alice (1983)
- Turbo Sex (1983)
- Wine Me, Dine Me, 69 Me (1983)
- Best of John Holmes (1984)
- Blue Ribbon Blue (1984)
- Critic's Choice 1 (1984)
- Eighth Erotic Film Festifal (1984)
- Oriental Temptations (1984)
- Seka Story (1984)
- Seka's Teenage Diary (1984)
- Best of Hot Shorts 1 (1985)
- Blonde Heat (1985)
- Cumshot Revue 2 (1985)
- Erotic Gold (1985)
- Erotic Gold 2 (1985)
- Free and Foxy (1985)
- Jawbreakers (1985)
- Long Dong Silver (1985)
- Secrets of Seka (1985)
- Seka's Lacy Affair 2 (1985)
- Super Seka (1985)
- Tooltime Memories (1985)
- Best of John Leslie (1986)
- Beyond Desire (1986)
- Classic Swedish Erotica 16 (1986)
- Classic Swedish Erotica 3 (1986)
- Girls Girls Girls 1 (1986)
- Great Sex Scenes 1 (1986)
- Hot Shorts: Seka (1986)
- Sex Game (1986)
- Star Cuts 12: Young Seka 2 (1986)
- Star Cuts 30: Young Seka 3 (1986)
- Star Cuts 33: Kari Foxx (1986)
- Star Cuts 6: Young Seka (1986)
- Superstars And Superstuds (1986)
- Amazing Sex Stories 2 (1987)
- Blacks And Blondes 54 (1987)
- Blue Vanities 3 (1987)
- Careful He May Be Watching (1987)
- Classic Swedish Erotica 27 (1987)
- Erotic Starlets 16: Seka (1987)
- Girls Who Love To Suck (1987)
- Legends of Porn 1 (1987)
- Porn in the U.S.A. 2 (1987)
- Angel In Mr. Holmes (1988)
- Blue Vanities 45 (1988)
- Blue Vanities 47 (1988)
- Blue Vanities 48 (1988)
- Blue Vanities 53 (1988)
- Blue Vanities 58 (1988)
- Blue Vanities 64 (1988)
- Blue Vanities 66 (1988)
- Blue Vanities 67 (1988)
- Blue Vanities 69 (1988)
- Blue Vanities 70 (1988)
- Blue Vanities 71 (1988)
- Blue Vanities 72 (1988)
- Blue Vanities 77 (1988)
- Classic Seka (1988)
- Classic Seka 2 (1988)
- Forbidden Worlds (1988)
- Hot Blondes (II) (1988)
- Oral Ecstasy 4 (1988)
- Outrageous Orgies 1 (1988)
- Outrageous Orgies 2 (1988)
- Seka (1988)
- Starlets 14: Seka (1988)
- Girls Who Dig Girls 7 (1989)
- Legends of Porn 2 (1989)
- Love Notes (1989)
- Taste of Seka (1989)
- Fuck Me Suck Me Eat Me (1990)
- Blue Vanities 49 (1992)
- Ladder To Heaven (1992)
- Swedish Erotica Hard 13 (1992)
- Swedish Erotica Hard 6 (1992)
- Swedish Erotica Hard 7 (1992)
- Swedish Erotica Hard: Seka Special (1992)
- True Legends of Adult Cinema: The Golden Age (1992)
- American Garter (1993)
- Blue Vanities 84 (1993)
- Blue Vanities 85 (1993)
- Blue Vanities S-533 (1993)
- Case of the Missing Seka Master (1993)
- Ready Willing And Anal (1993)
- Seka Special (1993)
- Nonsolohard (1993)

### Regista
- Inside Seka (1980)
- Careful He May Be Watching (1987)